# NGC 1130
NGC 1130 est une galaxie lenticulaire compacte située dans la constellation de Persée. NGC 1130 a été découverte par l'astronome irlandais William Parsons en 1855.

## Caractéristiques
Sa vitesse par rapport au fond diffus cosmologique est de 5 978 ± 25 km/s, ce qui correspond à une distance de Hubble de 88,2 ± 6,2 Mpc (∼288 millions d'al).